# Aircargo Agliana Calcio Femminile
L'Aircargo Agliana Calcio Femminile è stata una società calcistica Italiana femminile con sede nella città di Agliana, in Provincia di Pistoia.
Il club acquisì maggiore notorietà agli inizi degli anni novanta, quando raggiunse la massima serie femminile dopo aver militato quattro stagioni nella serie cadetta. Nella stagione 1994-1995, le biancoverdi si laurearono campionesse d'Italia per la prima (ed unica) volta nella loro storia.
L'Agliana è stata la prima squadra toscana femminile ad aver conquistato la Coppa Nazionale.

## Storia

### Gli inizi (1984-1992)
La storia del club nacque nel 1984, quando venne fondata l'A.C.F. Pistoiese, con sede nella città di Pistoia. Per cinque stagioni la squadra militò nel campionato regionale di Serie C, sino alla stagione 1987-1988, quando raggiunse il salto di categoria ottenendo la promozione in Serie B.
Il primo anno nella serie cadetta vide la Pistoiese classificarsi all'8º posto nel girone B, l'anno seguente la squadra raggiunse il 5º posto, mentre l'anno dopo si migliorò ancora di una posizione (4º posto). Per la stagione successiva, la società decise di spostare la sede del club nella città di Agliana, potendo così, usufruire dello stadio locale del paese; in occasione, venne cambiato il nome della squadra in A.C.F. Agliana. Quell'anno, le biancoverdi vinsero il campionato balzando in testa alla classifica con 50 punti e raggiungendo così, la Serie A.

### Anni novanta (1992-2000)

Carolina Morace, con 31 gol l'assoluta protagonista dello scudetto aglianese nella stagione 1994-1995.

Approdata nella massima serie, la squadra trovò parecchie difficoltà a tener testa ad un campionato decisamente di un livello tecnico superiore, rispetto alla serie cadetta già disputata, collezionando solamente 14 punti nel girone di andata e 7 in quello di ritorno; l'Agliana si classificò 14ª e venne retrocessa in Serie B. Al termine della stagione, grazie alla rinuncia di alcuni club, le biancoverdi vennero ripescate accedendo nuovamente al campionato di Serie A per la stagione successiva, che fu colmata da un ottimo 3º posto.
La società presieduta da Francesco Marrassini decise di acquistare per la stagione avvenire la forte calciatrice Carolina Morace, capocannoniere assoluta della massima serie ormai da 7 stagioni consecutive. La corsa scudetto vide l'Agliana e la Torres lottare sino alle ultime uscite per la vittoria del tricolore; le biancoverdi ebbero la meglio sulle sarde laureandosi campionesse d'Italia per la prima volta nella loro storia, piazzandosi al 1º posto con 47 punti, 22 vittorie, 3 pareggi una sola sconfitta, 90 reti siglate (di cui 1/3 realizzate dalla sola Carolina Morace) e 20 subite.
L'annata 1995-1996 si replicò come la precedente, con la squadra che puntò alla vittoria dello scudetto colmata da un'ottima partenza che vide le aglianesi vincere le prime 9 giornate; l'antagonista di quell'anno fu il Verona Gunther. Tuttavia, verso la fine del girone di andata, la squadra iniziò inesorabilmente a perdere punti preziosi e giocò un girone di ritorno protagonista di alti e bassi, mentre le gialloblù chiusero il campionato prime in classifica con un distacco di 10 lunghezze sull'Agliana, che terminò la stagione seconda in classifica con 68 punti.

### Anni duemila e il declino (2000-2007)
Dopo varie vicissitudini il club cessò l'attività

## Allenatori e presidenti
| Allenatori - 1984-1996 Paolo Bessi - 1996-1997 Alberto Ghimenti - 1997-2000 ... - 2000-2001 Alessandro Tatti - 2001-2002 Rossella Soriga - 2002-2006 ... - 2006-2007 Alberto Ghimenti | Presidenti - 1984-1990 ... - 1990-2007 Francesco Marrassini |

## Palmarès

### Competizioni nazionali
- Campionato italiano: 1

1994-1995
- Coppa Italia: 1

1996-1997
- Campionato italiano di Serie B: 1

1991-1992 (girone B)

### Competizioni regionali
- Campionato italiano di Serie C: 1

1987-1988

### Altri piazzamenti
- Serie A:

terzo posto: 1993-1994
secondo posto: 1995-1996
- Coppa Italia:

finalista: 2005-2006
semifinale: 2006-2007
- Supercoppa Italiana:

finalista: 1997

## Statistiche e record

### Partecipazione ai campionati
| Livello | Categoria         | Partecipazioni | Debutto   | Ultima stagione | Totale |
| ------- | ----------------- | -------------- | --------- | --------------- | ------ |
| 1º      | Serie A femminile | 15             | 1992-1993 | 2006-2007       | 15     |
| 2º      | Serie B femminile | 3              | 1988-1989 | 1991-1992       | 4      |